# 希道什内迈蒂
希道什内迈蒂，是匈牙利包尔绍德-奥包乌伊-曾普伦州所辖的一个村。总面积16.11平方公里，总人口1099，人口密度68.2人/平方公里（2011年1月1日）。